# Orange, Red, Yellow
Orange, Red, Yellow ist ein Gemälde von Mark Rothko.
Das Bild wurde am 8. Mai 2012 bei Christie’s für 86.882.500 $ versteigert. Das ist der höchste Preis, den ein Bild von Rothko in einer Auktion erzielte.

## Geschichte
Das Bild ist 1961 entstanden, in einer Zeit, in der er sich für Rothko allmählich ein kommerzieller Erfolg abzeichnete. In diesem Jahr konnte er 8 Bilder verkaufen, zwei davon zu einem Preis von je 15.000 $. 1961 hatte er seine erste große Ausstellung in der Whitechapel Gallery in London, die
ihn auch in Europa bekannt machte. „Orange, Red, Yellow“ wurde im Februar und März 1964 in der Marlborough New London Gallery ausgestellt und aus der Ausstellung durch die Marlborough-Gerson Gallery, Inc., New York erworben.
1967 kaufte der US-amerikanische Philanthrop und Kunstsammler David Pincus (1922–2011), der sich auf den amerikanischen Abstrakten Expressionismus spezialisiert hatte, das Bild. 2012 kamen 38 Bilder aus der Pincus-Sammlung, darunter Werke von Willem de Kooning, Barnett Newman, Jackson Pollock, Clyfford Still, Jeff Wall sowie „Orange, Red, Yellow“ von Mark Rothko zu Christie’s in die Auktion, wo das Bild von einem unbekannten Bieter ersteigert wurde. Der Schätzpreis betrug 35 bis 45 Millionen Dollar, das in der Auktion erzielte Ergebnis waren 86.882.500 Dollar.
Seither wurde das Bild nicht mehr in einer Ausstellung gezeigt.